# Ed Kronenburg
Ed Kronenburg (Zeist, 13 september 1951) is een Nederlands voormalig topambtenaar, grootmeester van het Huis van de koningin en ambassadeur.

## Leven en werk
Kronenburg behaalde zijn middelbareschooldiploma aan het Christelijk Lyceum Zeist, zijn lagere school volgde hij in het Franse Fontainebleau. Kronenburg studeerde vanaf 1973 burgerlijk recht aan de Universiteit Utrecht (einddoctoraal privaatrecht). Hij begon zijn carrière als ambtenaar bij het ministerie van Buitenlandse Zaken en werkte onder meer op de Nederlandse ambassade in Jakarta. Daarna was Kronenburg werkzaam als plaatsvervangend directeur begroting en permanente vertegenwoordiging bij de Organisatie voor Economische Samenwerking en Ontwikkeling.
Van 1993 tot 2000 werkte hij als plaatsvervangend kabinetschef van de eurocommissaris Hans van den Broek en nadien was hij een jaar chef directie Europa bij het directoraat-generaal Europese samenwerking van het ministerie van Buitenlandse Zaken, waarna Kronenburg tevens plaatsvervangend directeur-generaal Europese samenwerking werd. Van 2004 tot 2007 bekleedde hij de functie van directeur Kabinet van de secretaris-generaal van de Noord-Atlantische Verdragsorganisatie. Vervolgens vervulde hij de functie van grootmeester van het Huis van de koningin. Van 2008 tot eind 2011 was Kronenburg secretaris-generaal van het ministerie van Buitenlandse Zaken. Hij werd opgevolgd door Renée Jones-Bos. Zelf werd hij benoemd tot ambassadeur in Parijs. In 2017 werd Kronenburg ambassadeur in China, waar hij de in opspraak geraakte Ronald Keller verving.
Voor de Eerste Kamerverkiezingen van 27 mei 2019 was Kronenberg elfde op de kandidatenlijst van D66, maar werd niet verkozen. Per 1 september 2019 werd hij opgevolgd door Wim Geerts. Kronenburg werd hierna actief als columnist, spreker en commentator.
- Parlement.com: vhjn18geiay5

- Parlement.com: vhjn18geiay5